# Costituzione greca del 1844

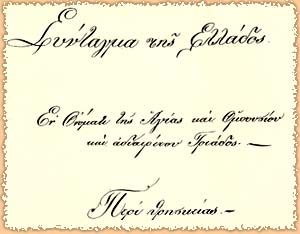
Nel nome della Santa Trinità Consustanziale e Indivisibile... sono le prime parole della Costituzione greca del 1844

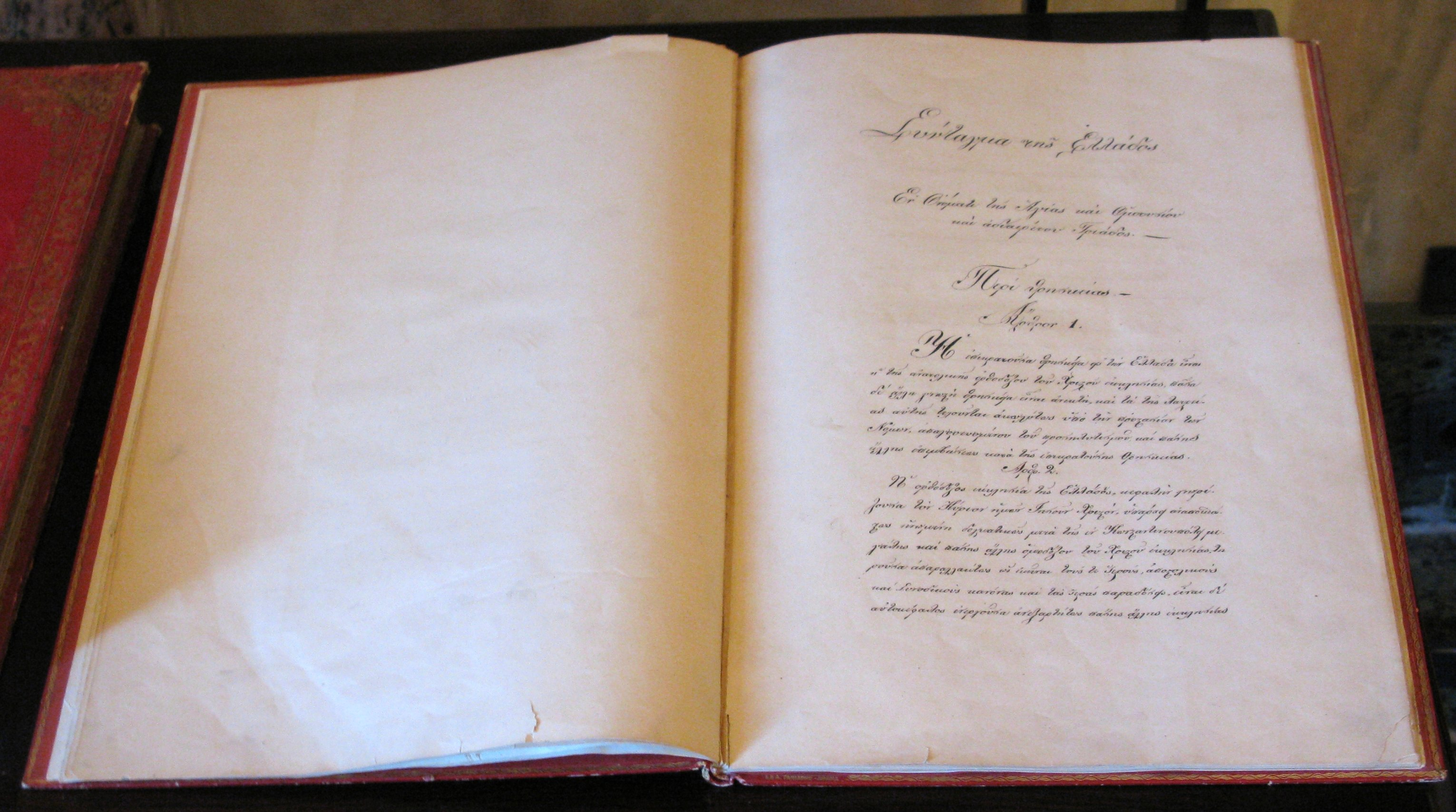
La Costituzione greca del 1844

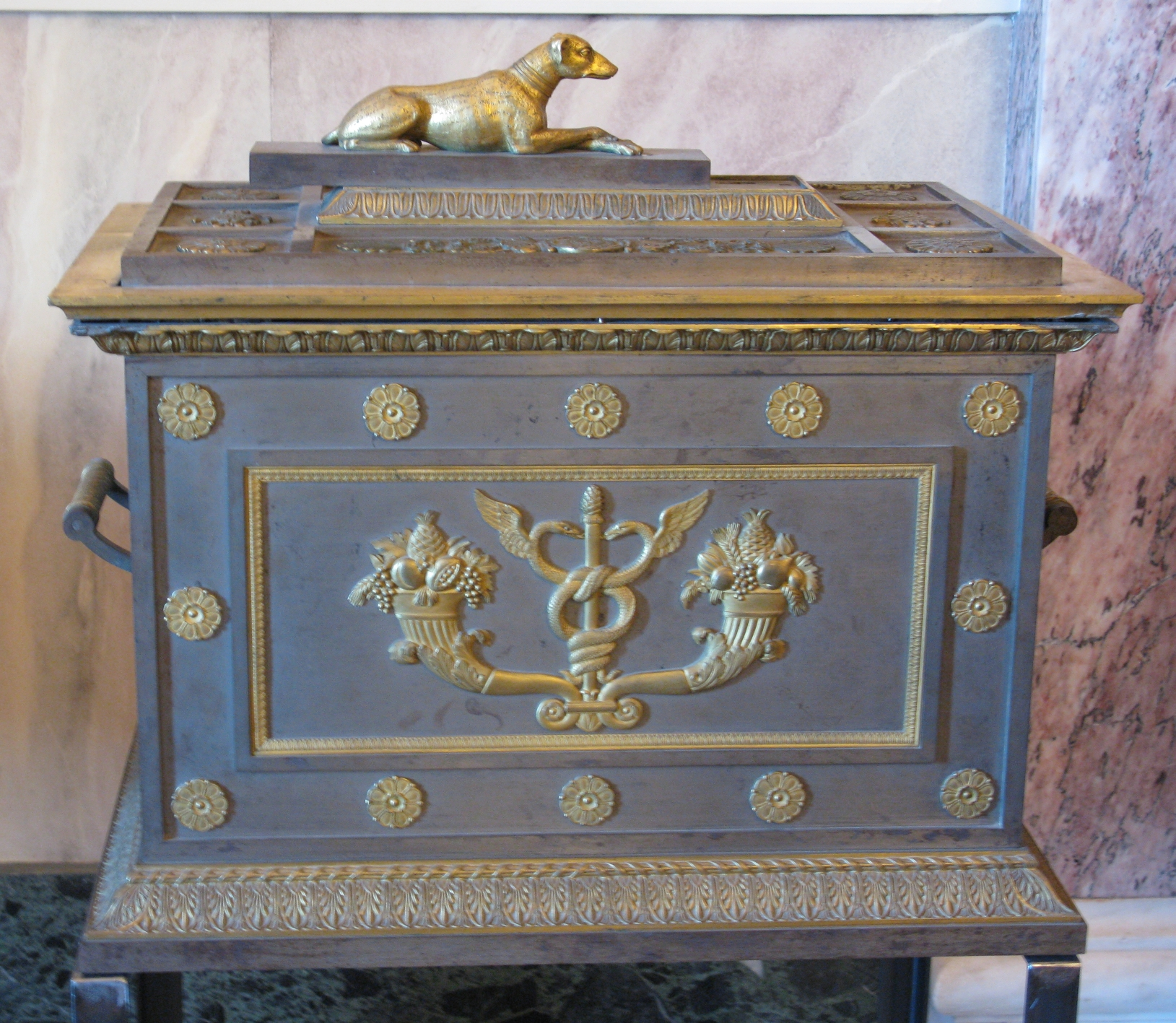
La scatola in cui era custodita la Costituzione del 1844

La prima costituzione del Regno di Grecia fu la Costituzione greca del 1844. Il 3 settembre 1843, il presidio militare di Atene, con l'aiuto dei cittadini, si ribellò e chiese al re Ottone la concessione di una Costituzione.
La Costituzione, che fu proclamata nel marzo 1844, derivava dai lavori dell'"Assemblea nazionale degli Elleni del 3 settembre ad Atene" ed era un Patto costituzionale, o in altre parole un contratto tra il monarca e la Nazione. Questa Costituzione ristabilì la monarchia costituzionale e si basava sulla Costituzione francese del 1830 e sulla Costituzione belga del 1831.
Le sue disposizioni principali erano le seguenti: stabiliva il principio della sovranità monarchica, poiché il monarca era il potere decisionale dello Stato; il potere legislativo doveva essere esercitato dal Re, che aveva anche il diritto di ratificare le leggi, dal Parlamento e dal Senato. I membri del Parlamento non potevano essere meno di 80 ed erano eletti per un triennio a suffragio universale. I senatori erano nominati a vita dal Re e il loro numero fu fissato a 27, anche se tale cifra poteva aumentare in caso di necessità e per volontà del monarca, ma non poteva superare la metà del numero dei membri del Parlamento.
Veniva stabilita la responsabilità dei ministri per l'operato del Re, che li nominava e rimuoveva. La giustizia nasceva dal Re ed era esercitata in suo nome dai giudici da lui stesso nominati.
Infine, questa Assemblea votò la legge elettorale del 18 marzo 1844, che fu la prima legge europea a prevedere, in sostanza, il suffragio universale (ma solo per gli uomini).
Nonostante Ottone avesse accettato l'istituzione di un regime costituzionale, non era incline a farlo rispettare e, rompendo sia lo spirito che la lettera della Costituzione, cercò di raccogliere quanto più potere possibile. La notte del 10 ottobre 1862 la crescente ondata di malcontento indusse il popolo e i militari a ribellarsi e a decidere la deposizione di Ottone.